# Marianne Samuelsson
Birgit Marianne Samuelsson, tidigare Johansson, född 9 december 1945 i Alingsås, Älvsborgs län, är en svensk politiker (miljöpartist) och ämbetsman.
Samuelsson, från början hemvårdare, var ordinarie riksdagsledamot 1988–1991 och 1994–2002 (även ersättare 2003), och var i riksdagen bland annat ledamot av Miljö- och jordbruksutskottet 1990–1991 och ledamot av Utrikesutskottet 1998–2002. Hon var språkrör för Miljöpartiet 1992–1999 tillsammans med Birger Schlaug.
År 2004–2009 var hon landshövding i Gotlands län. År 2009 tvingades Samuelsson avgå från uppdraget som landshövding i Gotlands län efter det så kallade strandskyddsbråket, där hon i en bandinspelning uttalat sig om dispens från strandskyddet som ett sätt att locka eller behålla viktiga näringslivstoppar på ön. Hon hade före detta gått emot länsstyrelsens experter och godkänt flera byggnader som inkräktade på strandskyddet.
Därefter har hon bland annat varit ordförande för Hushållningssällskapet och Gotlands fornvänner. Hon var tidigare ordförande i riksorganisationen Hela människan, en paraplyorganisation för kyrkornas sociala arbete.